# Orla Møller
Orla Reinhardt Møller (* 7. Mai 1916 in Feldballe, Syddjurs Kommune, Region Midtjylland; † 14. Februar 1979 in Øster Kippinge, Guldborgsund Kommune, Region Sjælland) war ein dänischer Geistlicher der Volkskirche, Sachbuchautor und Politiker der Socialdemokraterne, der unter anderem zwischen 1964 und 1978 Mitglied des Folketing war. Er fungierte zudem von 1966 bis 1968 als Kirchenminister, von 1971 bis 1973 als Vorsitzender der Socialdemokraterne-Fraktion im Folketing sowie 1973 erstmals als Verteidigungsminister. Er bekleidete zudem zwischen 1975 und 1977 erneut das Amt als Verteidigungsminister und zeitgleich in Personalunion als Justizminister.

## Leben

### Studium, Pfarrer und Journalist
Orla Reinhardt Møller, Sohn des Arbeiters und später Pfarreipächters Marinus Sørensen Møller (1892–1976) und dessen Ehefrau Marie Svendsen (1889–1976), besuchte nach der Folkeskole zwischen 1932 und 1934 einen Studienvorbereitungslehrgang, den er mit dem Præliminæreksamen beendete. Im Anschluss begann er ein Studium der Fächer Christliche Theologie sowie Klassische Philologie an der 1897 gegründeten Rønde Højskole und schloss dieses 1940 als Candidatus theologiæ ab. Im Anschluss war er zwischen 1940 und 1942 sowohl Lehrer an der Kopenhagener Bildungseinrichtung als auch Assistent im Büro des Chorsekretärs des Rigshospitalet und anschließend von 1942 bis 1946 Pfarrer der beiden in der Aarhus Kommune gelegenen und zur Volkskirche gehörenden Kirchspiele (Sogn) Borum Sogn und Lyngby Sogn. Während der deutschen Besetzung Dänemarks engagierte er sich zudem von 1942 bis 1945 in der Widerstandsbewegung und war nach Kriegsende von 1946 bis 1951 residierender Kaplan der Ansgars Kirke in Aalborg, ehe er zwischen 1951 und 1956 als Generalsekretär des Christlichen Vereins junger Männer und des Christlichen Vereins junger Frauen KFUM/KFUK (Kristelig Forening for Unge Mænd og Kristelig Forening for Unge Kvinder) fungierte.
Daneben begann er zu Beginn der 1950er eine Tätigkeit als Journalist bei verschiedenen Zeitungen sowie Zeitschriften und war unter anderem von 1951 bis 1956 Redakteur von Ungdomsarbejderen („Jugendarbeit“) und De Unges Blad („Das junge Blatt“). Anschließend war er zwischen 1956 und 1965 als Gemeindepfarrer in dem zur Aalborg Kommune gehörenden Kirchspiel Hasseris tätig. Daneben war er auch weiterhin journalistisch tätig und zwischen 1957 und 1962 Redakteur von Dansk Kirkeliv („Dänisches Kirchenleben“), von 1957 bis 1970 der Tageszeitung Ny Tid („Neue Zeit“), zwischen 1961 und 1962 von Østerlandsmissionen („Die Ostmission“) sowie zugleich von Østerlandsmissionens Kredsmeddelelser („Rundschreiben der Ostmissionen“), ein von 1898 bis 1964 bestehendes Missionsunternehmen, das sein Arbeitsgebiet in Syrien hatte. Darüber hinaus war er zwischen 1958 und 1966 Mitglied des Redaktionsausschusses von Kirkens Verden („Kirchliche Welt“) sowie von 1959 bis 1961 Vorstandsvorsitzender des KFUM/KFUK-Sportverbandes.

### Abgeordneter, Kirchenminister und Fraktionsvorsitzender
Am 5. April 1963 wurde Orla Møller für die Sozialdemokratische Partei (Socialdemokraterne) erstmals Mitglied im Folketing, dem Parlament Dänemarks, und vertrat dort bis zum 21. September 1971 zunächst den Wahlkreis Ålborg Amtskreds sowie anschließend zwischen dem 21. September 1971 und dem 31. Januar 1978 den Wahlkreis Nordjyllands Amtskreds. Daneben war er zwischen 1965 und 1966 noch als Hilfskaplan seiner bisherigen Gemeinde in Hasseris tätig. Am 28. November 1966 wurde er als Nachfolger von Bodil Koch zum Kirchenminister (Kirkeminister) in die Regierung Krag II berufen und bekleidete das Ministeramt bis zum 2. Februar 1968. Nach seinem Ausscheiden aus der Regierung war er neben seiner Abgeordnetentätigkeit zwischen 1968 und 1971 Vorsitzender des Nationalen Verbandes der Oberstufenschüler und zeitgleich Vorsitzender des Sekretariats der Hochschulen. Daneben fungierte er von 1969 bis 1971 als Vorsitzender der Hochschulstiftung sowie gleichzeitig als Mitglied des Redaktionsausschusses von Ungdom og fritid („Jugend und Freizeit“). Darüber hinaus war er 1970 Vorsitzender des Christlichen Vereins für Kinderfürsorge sowie zwischen 1970 und 1973 Vorsitzender des Arbeiterbildungsverbandes AOF (Arbejdernes Oplysningsforbund) in der Region Nordjylland und engagierte sich zudem von 1970 bis 1973 als Vorstandsmitglied der Dänisch-Deutschen Akademie im Jugend-Europahaus (JEH) im Hamburger Blohms Park.
Møller fungierte zwischen 1971 und 1973 als Vorsitzender und politischer Berichterstatter der Socialdemokraterne-Fraktion im Folketing sowie zeitgleich als Vorsitzender des Verteidigungsausschusses (Folketingets Forsvarsudvalget). Darüber hinaus engagierte er sich von 1971 bis 1973 als Vorsitzender der Pensionärshochschule Rude Strand sowie als stellvertretender Vorsitzender des Aufsichtsrates von Det Kongelige Teater und des Exekutivkomitees der Landsorganisationen i Danmark (LO), dem größten Gewerkschaftsdachverband des Landes, dem 18 Einzelgewerkschaften angehörten. Des Weiteren fungierte er zwischen 1971 und 1973 als stellvertretender Vorstandsvorsitzender von Den Socialdemokratiske Presse/A-Pressen, ein 1876 gegründetes Medienunternehmen im Besitz der dänischen Gewerkschaftsbewegung, welches eine Reihe sozialdemokratischer Zeitungen veröffentlichte, sowie als stellvertretender Vorsitzender des Verwaltungsrates von Danmarks Nationalbank, der Zentralbank Dänemarks.

### Erfolglose „Kandidatur“ als Ministerpräsident, Verteidigungs- und Justizminister
Nachdem Ministerpräsident Jens Otto Krag nach der Volksabstimmung vom 2. Oktober 1972 über den Beitritt zur Europäischen Wirtschaftsgemeinschaft (EWG) als Parteivorsitzender zurückgetreten war, versuchte Orla Møller, selbst Ministerpräsident zu werden, beziehungsweise andere versuchten, ihn dazu zu bewegen, wobei die genauen Hintergründe nicht bekannt sind. Eine beträchtliche Anzahl von Unterschriften der damals 70 sozialdemokratischen Fraktionsmitglieder (Møller selbst hat die Zahl 39 erwähnt) wurde vom Parlamentsabgeordneten und damaligen Justizminister Knud Axel Nielsen hastig auf einigen Papierservietten gesammelt, mit einem Vorschlag für Orla Møller als Kandidaten für das Amt des Ministerpräsidenten. Der Prozess verlief jedoch so schnell, dass die Maßnahme keine Auswirkungen hatte und somit Anker Jørgensen zum neuen Ministerpräsidenten gewählt wurde. Es blieb innerhalb des Kreises der Fraktion und wurde erst später durch eine Indiskretion von Orla Møller selbst bekannt.
Im Zuge einer Umbildung der Regierung Jørgensen I übernahm er am 27. September 1973 als Nachfolger von Kjeld Olesen erstmals den Posten als Verteidigungsminister und bekleidete das Amt bis zum 19. Dezember 1973. Nach dem Ende der sozialdemokratischen Regierung war er zwischen 1973 und 1975 abermals Vorsitzender des Verteidigungsausschusses sowie zugleich von 1974 bis 1975 Vorstandsvorsitzender der Interparlamentarischen Union (IPU) in Dänemark. Am 13. Dezember 1975 kam Møller auch in die Regierung Jørgensen II und übernahm in dieser erneut das Amt als Verteidigungsminister sowie zugleich als Justizminister. Diese Ministerposten behielt er bis zum 1. Oktober 1977, woraufhin Poul Søgaard neuer Verteidigungsminister und Erling Jensen neuer Justizminister wurde.
Møller wurde in der klassischen öffentlichen Klassifizierung der Sozialdemokraten dem rechten Flügel zugeordnet, wenngleich er in den Fraktionssitzungen jedoch in vielen Punkten eine Position vertrat, die ihn äußerlich dem linken Flügel zugerechnet hätte. Während seiner Zeit als Minister war er einer der beliebtesten Politiker seiner Generation. Er fungierte zuvor als Schlichter im Parlament, wurde in seinen öffentlichen Äußerungen aber immer kategorischer und unnachgiebiger. Zweifellos hatte er sich jedoch in diesen Jahren in weiten Kreisen eine solide Position als Bollwerk für Recht und Ordnung geschaffen. Politisch gesehen war seine größte Leistung in diesen Jahren das Verteidigungsabkommen (Forsvarsforliget) von 1977, aber ansonsten beschäftigte sich das Ministerium mit komplizierten Angelegenheiten wie dem Kauf 1977 von 58 Mehrzwckkampfflugzeugen vom Typ General Dynamics F-16 im „Jahrhundertwaffenhandel“ (århundredets våbenhandel), die Abschiebung eines mexikanischen Terroristen und die Offenlegung, wie der Geheimdienst Register über die politische Zugehörigkeit zahlreicher Bürger erstellt hatte. Hier hatte der Geheimdienst Orla Møller nicht ausreichend informiert, bevor dies öffentlich wurde. Große Aufmerksamkeit erregte auch die Tatsache, dass Orla Møller als Justizminister einen ehemaligen Politiker zum Landesrichter ernannte, ungeachtet der Tatsache, dass er wegen Trunkenheit am Steuer verurteilt worden war.
Zu den politischen Problemen kam hinzu, dass sich die Presse – insbesondere die Boulevardpresse – zunehmend für Møllers Privatleben interessierte. Vor der Scheidung von seiner ersten Ehefrau wurde bekannt, dass er und seine spätere zweite Frau engen Kontakt zueinander hatten, was zu einer Hetze gegen Møller führte, gegen die er sich mehrmals öffentlich aussprach. Im Oktober 1977 entschied er sich, als Minister zurückzutreten und den ruhigeren Posten des Informationsdirektors der NATO in Brüssel zu übernehmen. Bereits im folgenden Jahr erkrankte er schwer und starb nach einer Operation.

### Privates
Orla Reinhardt Møller war zwei Mal verheiratet. In erster Ehe heiratete er am 17. Juni 1940 die Büroangestellte Minna Cecilie Hansen Aarrebo. Nach der Auflösung dieser Ehe heiratete er am 7. Januar 1978 Winnie Lorentzen (1936–1988), die zwischen 1973 und 1981 für die Sozialdemokraten ebenfalls Mitglied des Folketing war. Nach seinem Tode wurde er auf dem Friedhof der Kippinge Kirke beigesetzt.

## Veröffentlichungen
- Kirkebøgerne, („Die Kirchenbücher“), 1949
- Bibelplan, („Bibelplan“), 1949
- Søndagsskolen, („Sonntagsschule“), 1951
- Sjælesorgen i Ungdomsarbejdet, („Sjælesorgen i Ungdomsarbejdt“), 1952
- Ungdom finder Vej, („Die Jugend findet einen Weg“), 1953
- De ti bud, vejledning til bibelstudium, („Die Zehn Gebote, Leitfaden zum Bibelstudium“), 1955
- En ny Indre Mission, („Eine neue innere Mission“), 1956
- Min vej til præstegerningen, („Mein Weg zum Priestertum“), 1956
- Foreningen arbejder, („Vereinsarbeit“), 1957
- Fadervor, vejledning til bibelstudium, („Vater unser, Leitfaden zum Bibelstudium“), 1958
- At være ung, („Jung sein“), 1962
- Religion 1 og 2: Billedhæfte, oplæsningsbog og lærervejledning, („Religion 1 und 2: Bilderheft, Lesebuch und Lehrerhandbuch“), 1967
- Religion 3: Elevens bog og lærervejledning, („Religion 3: Schülerbuch und Lehrerhandbuch“), 1967
- Religion 4 og 5: Elevens bog og lærervejledning, 1968
- Religionsundervisning i Folkeskolen, („Religionsunterricht in Folkeskolen“), 1969
- Religion 6: Elevens bog og lærervejledning, („Religion 6: Schülerbuch und Lehrerhandbuch“), 1971
- Pædagogiske ord, („Pädagogische Wörter“), Mitautor, 1971
- Kristendom og politisk engagement, („Christentum und politisches Engagement“), Mitautor, 1972
- Grundtanker i religionerne, („Grundgedanken in Religionen“), Mitautor, 1977.